# Pic de Temminck
Yungipicus temminckii
Espèce
Statut de conservation UICN

 LC  : Préoccupation mineure
Le Pic de Temminck (Yungipicus temminckii) une espèce d'oiseau de la famille des Picidae. Le nom de cette espèce commémore l'ornithologue néerlandais Coenraad Jacob Temminck (1778-1858).
Il est endémique des Célèbes.